# Nobelium
Nobelium (chemická značka No) je čtrnáctým členem z řady aktinoidů, desátým transuranem, silně radioaktivní kovový prvek, připravovaný uměle (v přírodě se nevyskytuje) ozařováním jader curia. Svůj název získal na počest Alfreda Nobela.
Nobelium je radioaktivní kovový prvek, který doposud nebyl izolován v dostatečně velkém množství, aby bylo možno určit všechny jeho fyzikální konstanty. Vyzařuje α a γ záření a je silným zdrojem neutronů, proto je nutno s ním manipulovat za dodržování bezpečnostních opatření pro práci s radioaktivními materiály. O jeho sloučeninách a jejich chemickém chování je známo velmi málo.

## Historie

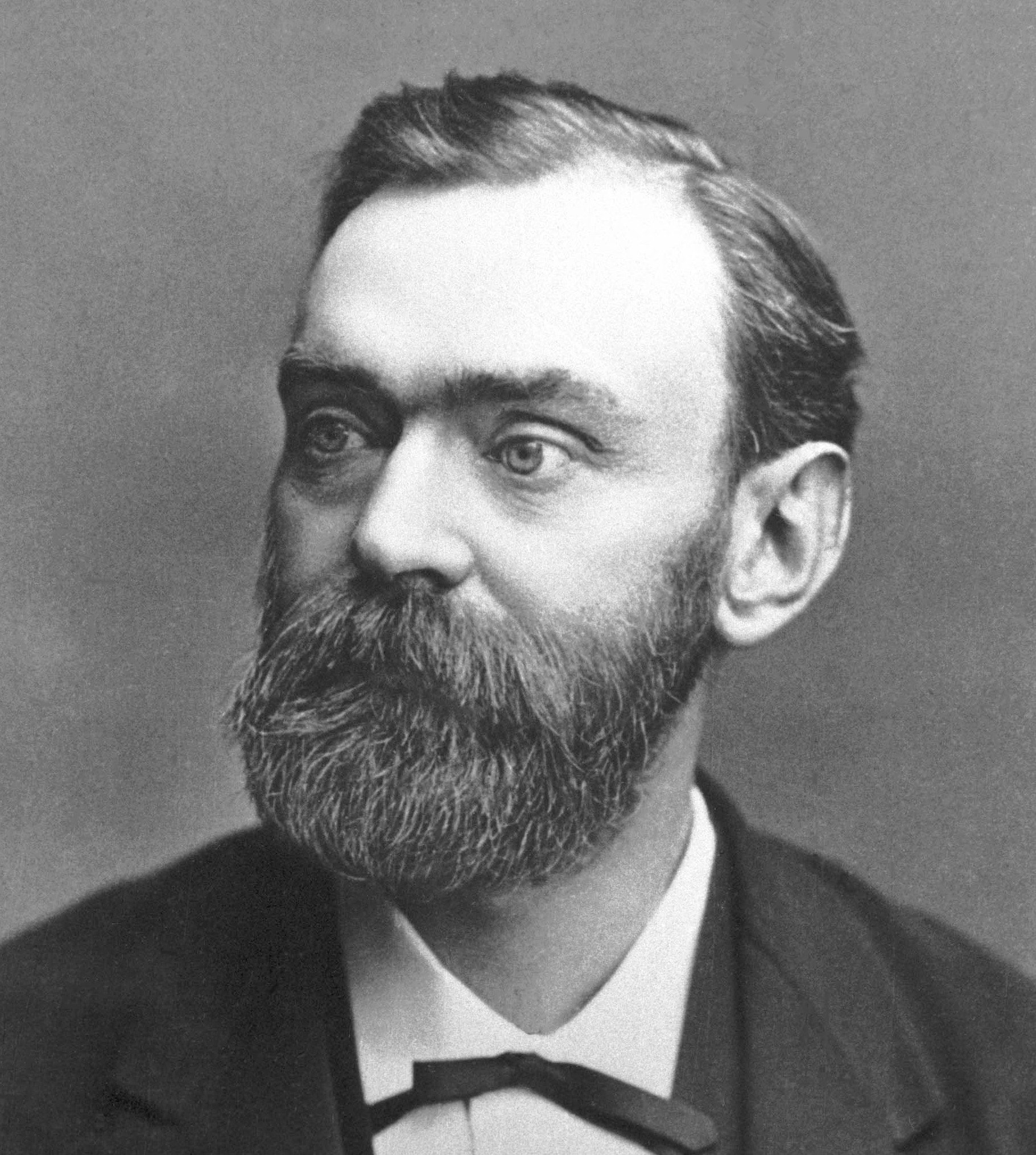
Alfred Nobel

Nobelium bylo poprvé připraveno v dubnu roku 1958 v laboratořích kalifornské university v Berkeley za pomoci nového lineárního urychlovače částic. Při uvedeném experimentu byl bombardován terč složený z izotopů curia (95 % 244Cm + 4,5 % 246Cm) jádry uhlíku 12C a bylo získáno nobelium 252No s poločasem přeměny 2,44 sekund.
 244
96 Cm +  12
6 C →  256
102 No →  252
102 No + 4  1
0 n
Za jeho objevitele jsou pokládáni Albert Ghiorso, Glenn T. Seaborg, John R. Walton a Torbjørn Sikkeland. Prvek byl pojmenován na počest švédského chemika a vynálezce dynamitu Alfreda Nobela.
Další umělá příprava nobelia byla oznámena roku 1966, kdy byl bombardován terčík z uranu 238U jádry neonu 22Ne
 238
92 U +  22
10 Ne →  260
102 No →  254
102 No + 6  1
0 n

## Izotopy
Je známo celkem 17 izotopů nobelia, z nichž nejstabilnější (z těch, u nichž je poločas přeměny znám) jsou 259No s poločasem přeměny 58 minut, 255No s poločasem rozpadu 3,52 minuty a 253No s poločasem 1,62 minuty. Zbývající izotopy mají poločas rozpadu menší než jednu minutu:
| Izotop  | Rok objevu   | Reakce                                   | Poločas přeměny |
| ------- | ------------ | ---------------------------------------- | --------------- |
| 248No   |              |                                          | <2 μs           |
| 249No   |              |                                          | ?               |
| 250Nom  | 2001         | 204Pb(48Ca,2n)                           | 4,2 μs          |
| 250No   | 2006         | 204Pb(48Ca,2n)                           | 0,0037 ms       |
| 251No   | 1967         | 244Cm(12C,5n)                            | 0,80 s          |
| 252No   | 1959         | 244Cm(12C,4n)                            | 2,44 s          |
| 252Nom  | ~2002        | 206Pb(48Ca,2n)                           | 110 ms          |
| 253No   | 1967         | 242Pu(16O,5n), 239Pu(18O,4n)             | 1,62 min        |
| 253Nom  | 1971         | 249Cf(12C,4n)                            | 0,0435 ms       |
| 254No   | 1966         | 243Am(15N,4n)                            | 51 s            |
| 254Nom1 | 1967 ?       | 246Cm(13C,5n), 246Cm(12C,4n)             | 0,28 s          |
| 254Nom² | ~2003        | 208Pb(48Ca,2n)                           | 0,198 ms        |
| 255No   | 1967         | 246Cm(13C,4n),248Cm(12C,5n)              | 3,52 min        |
| 256No   | 1967         | 248Cm(12C,4n), 248Cm(13C,5n)             | 2,91 s          |
| 257No   | 1961 ?, 1967 | 248Cm(13C,4n)                            | 24,5 s          |
| 258No   | 1967         | 248Cm(13C,3n)                            | 1,2 ms          |
| 259No   | 1973         | 248Cm(18O,α3n)                           | 58 min          |
| 260No   |              | 254Es + 22Ne,18O,13C – přeměna           | 106 ms          |
| 261No   |              |                                          | ?               |
| 262No   | 1988         | 254Es + 22Ne – záchyt elektronu u 262Lr) | ≈ 5 ms          |
| 263No   |              |                                          | ?               |
| 264No   |              |                                          | ?               |